# فابيو مارسيلينو
فابيو مارسيلينو (بالبرتغالية: Fábio Paranhos Marcelino‏) (11 مارس 1973 في البرازيل - 2 أبريل 2025) هو لاعب كرة طائرة برازيلي. شارك في الألعاب الأولمبية الصيفية 1996.

## وصلات خارجية
- فابيو مارسيلينو على موقع أوليمبيديا (الإنجليزية)